# Donje Vratno (gmina Petrijanec)
Donje Vratno – wieś w Chorwacji, w żupanii varażdińskiej, w gminie Petrijanec. W 2011 roku liczyła 395 mieszkańców.